# Ernst Jandl
Ernst Jandl (1. srpna 1925, Vídeň – 9. června 2000, Vídeň) byl rakouský básník, dramatik a spisovatel. Je známý mimo jiné díky svým zvláštním humoristickým slovním hříčkám v oblasti experimentální lyriky a díky tvorbě neologismů.

## Rodina
Narodil se do maloměšťácké rodiny bez větších finančních problémů. Jeho otec, Viktor Jandl, pracoval v bance a matka, Luise Jandl, byla ženou v domácnosti. Ekonomická krize 20. let nebyla takovou ranou do rodiny Jandlů. Viktor Jandl si dokázal udržet svoji úřednickou práci v bance. Jandlova rodina nepatřila k žádné z extrémních skupin a politika nebyla jejich oblíbené téma. Co je zajímalo bylo spíše umění. Viktor Jandl chtěl být malířem a svou úřednickou práci dělal jen pro finanční zabezpečení své rodiny. Luise Jandl, ho v umění podporovala. 
Velkým problémem, se kterým se rodina potýkala byla vážná smrtelná nemoc Luise Jandl, bojovala se sklerózou. Aby unikla od myšlenek na nemoc, Luise Jandl začala psát a později se k ní přidal i Ernst Jandl. Dalo by se tedy říct, že v Jandlovi jeho nemocná matka probudila spisovatelské řemeslo, skrz které, mimo jiné motivy, uchovává vzpomínku na svou matku. 

## Život
Ernst Jandl vystudoval gymnázium (1943) a poté narukoval do armády, koncem roku 1944 se stal americkým válečným zajatcem (vězněn v Anglii). Po svém propuštění (1946) se vrátil do Rakouska, kde vystudoval germanistiku a anglistiku ve Vídni (Promoval 1950). Krátce před promocí složil zkoušku pro učitele (1949). Od roku 1950 pracoval jako učitel na několika gymnáziích. Zajímavostí je, že krátce působil i na Schule für Dichtung (Škola pro básnictví) ve Vídni. Poté ještě působil jako pedagog v Anglii.
Roku 1953 se spřátelil se svou pozdější družkou Friederike Mayröcker, která se výrazně podílela na větší části jeho díla. Zhruba v tomto období začal úzce spolupracovat s tzv. vídeňskou skupinou, tato spolupráce mu přinesla mnoho kontaktů na umělecký svět a i díky ní později pracoval na mnoha místech (Německo, USA, …)
Roku 1973 se stal spoluzakladatelem Grazer Autorenversammlung, a od roku 1975 byl jeho viceprezidentem. Roku 1983 se stal prezidentem této organizace a byl jím až do roku 1987.
Od roku 1981 byl členem Německé akademie pro jazyk a poezii v Darmstadtu.

## Dílo
Jandl se proslavil svými slovními hříčkami, je považován za jednoho z předních zástupců německy psané experimentální lyriky. V Rakousku mu byla často vyčítána jeho silná vazba na německou literaturu.
Navíc jeho umění nespočívá pouze v tvorbě, ale také v přednesu básní. Natočil značné množství desek obsahujících jeho slovní a zvukové experimenty, které jsou často doprovázeny zpěvem a jazzem.
K Jandlovým nejznámějším básním patří sbírka básní Laut und Luise, Schtzngrmm, Ottos mops (k této básni mu byl vzorem jeho pes, vypráví zde příběh o páníčkovi, paničce a psíčkovi, kde se zachází pouze s vokálem O) Kneiernzuck a Lichtung.
Většina Jandlových děl působí jen při ústním přednesu, neboť sám Jandl kladl důraz na to, aby byly přednášeny. Pod vlivem konkrétní poezie a dadaismu se Jandl zabýval experimentálním básnictvím. Jeho první básnické pokusy byly uveřejněny v roce 1952 v časopise Neue Wege (Nové cesty). V českých divadlech a čajovnách jeho dílo popularizovala českobudějovická Skupina 22.
- Aus der Fremde
- Das Öffnen und Schliessen des Mundes
- Der gelbe Hund
- Die Bearbeitung der Mütze
- Die Rampe
- Die schöne Kunst des Schreibens
- Dingfest
- Fünf Mann Menschen
- Für alle
- Gesammelte Werke,	Band 1–3
- Idyllen
- Kernwissen
- Mletpantem
- My right hand – my writing – hand – my handwriting
- Selbstporträt des Schachspielers als trinkende Uhr
- Serienfuss
- Sprechblasen

### Česky vydané výbory
- Mletpantem, 1989, vybrali, uspořádali a přeložili Josef Hiršal a Bohumila Grögerová
- Rozvrzaný mandl, 1999, vybrali a přeložili Josef Hiršal a Bohumila Grögerová
- E. Jandl, F. Mayröckerová: Experimentální hry, 2005, přeložili Jiří Adámek, Zuzana Augustová, Jiří Brynda, Barbora Klípová, Věra Koubová a Martina Musilová

## Ceny

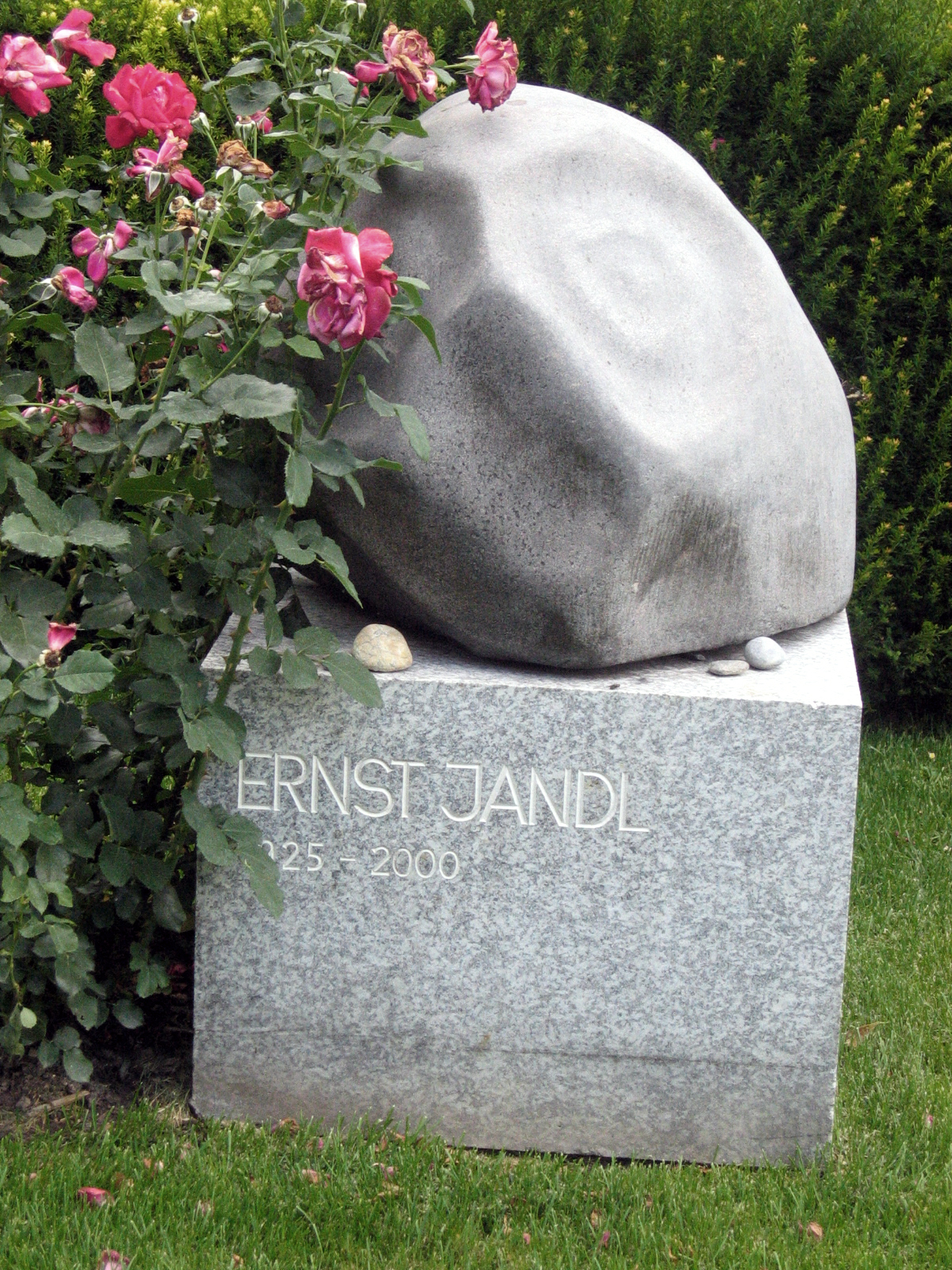
Náhrobek Ernsta Jandla ve Vídni

- 1969 Rozhlasová cena válečných slepců (Hörspielpreis der Kriegsblinden), spolu s Friederike Mayröckerovou
- 1974 Cena Georga Trakla
- 1976 Cena města Vídně za literaturu
- 1978 Rakouská státní cena
- 1980 Mülheimská cena za drama (Mülheimer Dramatikerpreis) za aus der fremde (Z cizoty)
- 1982 Cena Antona Wildganse
- 1984 Cena Georga Büchnera
- 1984 Velká rakouská státní cena za literaturu
- 1985 Cena německé kritiky za desku „bis eulen?“
- 1988 Německá cena malého umění (Deutscher Kleinkunstpreis)
- 1989 Frankfurtská cena za rozhlasovou hru (Frankfurter Hörspielpreis)
- 1990 Cena Petera Huchela za knihu idyllen (Idyly)
- 1993 Kleistova cena
- 1995 Cena Friedricha Hölderlina